# 红果黄檀
红果黄檀（学名：Dalbergia tsoi）为豆科黄檀属下的一个种。

## 扩展阅读
- 維基物種上的相關：红果黄檀